# Запрудье (Борисовский район)
Запрудье (бел. Запруддзе) — деревня в Борисовском районе Минской области Беларуси. Входит в состав Моисеевщинского сельсовета.

## География
Деревня находится в северо-восточной части Минской области, к северу от реки Раковки (бассейн реки Схи), при автодороге Н-23602, на расстоянии приблизительно 29 километров (по прямой) к северо-востоку от города Борисов, административного центра района. Абсолютная высота — 184 метра над уровнем моря. Площадь населённого пункта — 0,0291 км².

## История
Известна с XVIII века. В 1897 году входила в состав Борисовского уезда Минской губернии, насчитывалось 6 дворов и 32 жителя.
По состоянию на 1909 год, в Запрудье имелось 9 дворов и проживало 66 человек. В административном отношении деревня входила в состав Краснолукской волости.
С 20 августа 1924 года в составе Трояновского сельсовета Борисовского района. В 1930-е годы, в ходе проведения коллективизации, был образован колхоз «Красное Запрудье». С 26 августа 1959 года до 17 августа 1963 года село входило в состав Моисеевщинского сельсовета, до 28 мая 2013 года — в состав Трояновского сельсовета.

## Население
По данным переписи 2019 года, в деревне проживало 2 человека.
| Год  | Население, человек |
| ---- | ------------------ |
| 1800 | 26                 |
| 1897 | ↗ 32               |
| 1909 | ↗ 66               |
| 1917 | ↗ 67               |
| 1926 | ↘ 56               |
| 1960 | ↘ 54               |
| 1988 | ↘ 22               |
| 2008 | ↘ 10               |
| 2009 | ↘ 2                |
| 2019 | → 2                |